# Alija Izetbegović
Alija Izetbegović (Bosanski Šamac, 8 agosto 1925 – Sarajevo, 19 ottobre 2003) è stato un attivista, avvocato, filosofo e politico bosniaco, presidente della Bosnia ed Erzegovina dal 1990 al 1996 e membro della Presidenza della Bosnia ed Erzegovina dal 1996 al 2000.
Fu autore di numerosi libri di cui il più famoso è Islam tra Est ed Ovest.

## Biografia

### Infanzia
Izetbegović nasce nella città di Bosanski Šamac, situata nella Bosnia settentrionale. Era uno dei cinque figli nati in una famiglia stimata ma povera che discendeva da aristocratici di Belgrado, che facevano parte della classe dirigente del precedente Impero ottomano, che si trasferirono in Bosnia dopo che la Serbia ottenne l'indipendenza dall'Impero ottomano.
Suo nonno, Alija, fu il sindaco di Bosanski Šamac. Suo padre, un contabile, dichiarò bancarotta nel 1927 e la famiglia si trasferì a Sarajevo. Qui Izetbegović entra in contatto con la società bosniaca durante la sua adolescenza tra il 1930 e il 1940. Inserito in una famiglia religiosa, a fianco di un'educazione ispirata ai princípi musulmani riceve un'educazione laica; si laurea in giurisprudenza a Sarajevo.

### Dissidente ed attivista
Durante la guerra, Izetbegović si unisce ai Giovani Musulmani (Mladi Muslimani), un'organizzazione capeggiata dall'ecclesiastico conservatore Mehmed Handžić. Come stavano facendo altre organizzazioni omonime in altre nazioni, i Giovani Musulmani invocavano un ritorno allo stile di vista islamico e all'idea di Umma (una comunità musulmana unificata).
Immediatamente dopo la guerra, il governo di Tito intraprese delle severe restrizioni agli attivisti religiosi, etnici e non comunisti, uccidendo centinaia di persone e imprigionando migliaia di attivisti. Izetbegović fu catturato nel 1946: fu sorpreso con un attivista musulmano, Nedžib Šaćirbegović, a pubblicare un giornale dissidente islamico intitolato Mudžahid (dall'arabo Mujahidin, che significa "Soldato di Dio"). Il giornale fu chiuso dalla polizia segreta jugoslava ed i giornalisti vennero imprigionati. Izetbegović stesso fu condannato a tre anni di prigione per attività anti-comuniste, incluse "affermazioni contro l'Unione Sovietica". Fu rilasciato nel 1949 e continuò gli studi presso l'Università di Sarajevo dove si laureò nel 1956. Lavorò per circa 30 anni come avvocato, ma continuò a promuovere un punto di vista essenzialmente bosniaco e musulmano, pubblicando una serie di lavori dissidenti durante questo periodo.
Uno dei concetti più importanti di Izetbegović come dissidente, e successivamente come presidente, è collegato al modo occasionale col quale l'Islam è praticato in Jugoslavia, per cui si impegna per un approccio più puritano. Ritiene che i musulmani jugoslavi (e in special modo i bosniaci) abbiano bisogno di essere più rigorosi nella loro pratica dell'Islam, in quanto la loro identità bosniaca è definita dalla loro aderenza islamica. Sentenziò che se non si impegnano a differenziarsi, rischiano di essere sommersi dai nazionalismi serbi e croati. Molta della sua attività durante gli anni da dissidente si basa sul definire (o ridefinire) cosa significa essere un musulmano jugoslavo.
Nel 1970 Izetbegović pubblica un manifesto intitolato "La Dichiarazione Islamica", un lavoro che contribuì a dargli una fama da fondamentalista islamico. In questo libro sottolinea lo stato decadente dell'Islam e invoca una rigenerazione religiosa e politica del mondo musulmano. In questo libro non fa accenno alla Bosnia. In due passaggi controversi, dichiara che "non ci sarà mai pace né coesistenza tra la fede islamica e le istituzioni politiche e sociali non islamiche" e che "il movimento islamico può e deve impadronirsi del potere politico perché è moralmente e numericamente così forte che può non solo distruggere il potere non islamico esistente, ma anche crearne uno nuovo islamico". Indica come esempio positivo da seguire il Pakistan, criticando viceversa la Turchia che con Ataturk ha abbandonato le proprie tradizioni. Promosse l'idea di una "comunità islamica unita" nella quale anche i non musulmani hanno i diritti garantiti.
Da un punto di vista islamico non vi è niente di nuovo - molti manifesti simili circolavano nelle nazioni musulmane - ed era molto in linea con i principi tradizionali del Corano. Non era solo un programma di fondamentalismo islamico nel senso che è generalmente inteso dagli stessi fondamentalisti: Izetbegović esplicitamente accettava l'innovazione e i "progressi della civiltà Euro-Americana". Si riferisce essenzialmente agli alti livelli di istruzione e al progresso economico prevalenti nell'Occidente e affermava che "al posto di odiare l'Occidente, dobbiamo proclamare la cooperazione al posto del confronto". Comunque le sue argomentazioni erano fondamentalmente in contrasto sia con l'ideologia anti-nazionalista della Jugoslavia comunista sia con i precedenti sentimenti nazionalisti esistenti in Croazia e Serbia, che enfatizzavano entrambi la loro eredità cristiana. L'Islam era percepito dagli jugoslavi non bosniaci come un'influenza aliena introdotta durante l'occupazione turca, così l'appello di Izetbegović per un revival islamico viene visto come una minaccia da molte delle comunità ortodosse e cattoliche presenti nel Paese.
Izetbegović scrisse ciò che è generalmente riconosciuto come il suo maggiore lavoro, L'Islam tra Est ed Ovest, nel 1980. Dichiarò che questo non è un "libro di teologia", ma un tentativo serio di definire il "posto dell'Islam nello spettro generale delle idee." In questo libro vengono comparate le idee che l'Islam condivide con le altre credenze (includendo tra queste il Cristianesimo, il Comunismo e l'Umanesimo). Altro argomento di rilievo dell'opera è l'argomentazione dialettica sull'importanza dell'Islam e sulla necessità di servire Dio. Sfortunatamente per Izetbegović, la pubblicazione di questo libro coincise con un'ondata di nazionalismo che attraversò la Jugoslavia successivamente alla morte di Tito. I nazionalisti di molte parti della Jugoslavia furono processati e imprigionati per attività contro la "fratellanza e unità" jugoslava.

### Imprigionamento
Nell'aprile 1983, Izetbegović e dodici altri attivisti musulmani, tra cui Melika Salihbegović e Hasan Čengić furono processati da una corte bosniaca per una serie di reati, principalmente "attività ostili ispirate dal nazionalismo musulmano", "associazione per scopi di attività ostile" e "propaganda ostile." Nello specifico, furono accusati dell'intenzione di voler creare una "Bosnia ed Erzegovina islamica etnicamente pura", un'asserzione basata principalmente sulla "Dichiarazione Islamica" di Izetbegović. Izetbegović fu anche accusato di organizzare una visita al congresso musulmano in Iran. Tutte queste accuse furono confermate e Izetbegović fu condannato a 14 anni di prigione. Il verdetto fu fortemente criticato dalle organizzazioni per i diritti umani occidentali, tra le quali Amnesty International e Human Rights Watch, che osservarono che gli accusati non erano accusati di usare o provocare violenza.
Il maggio seguente, la Suprema Corte bosniaca osservò che "alcune delle azioni degli accusati... non hanno le caratteristiche di atti criminali" e ridussero la sentenza di Izetbegović a 12 anni. Fu rilasciato nel 1988 quando cadde il regime comunista, ma non prima che subisse serie sofferenze che danneggiarono la sua salute. Il processo ebbe un'altra conseguenza: fu largamente percepito in Jugoslavia come un processo all'Islam inteso come sistema politico, contribuendo a far crescere l'attaccamento alla nazione dei musulmani. I politici nazionalisti sottolinearono ciò quando nel 1990 la Jugoslavia piombò nella guerra civile.

### La presidenza
L'introduzione di un sistema multi-partitico in Jugoslavia alla fine degli anni ottanta indusse Izetbegović e gli altri attivisti bosniaci a fondare un partito politico, il Partito d'Azione Democratica (Stranka Demokratske Akcije, o SDA) nel 1989. Ha un carattere principalmente musulmano; similarmente, gli altri principali gruppi etnici in Bosnia, i serbi e i croati, stabilirono a loro volta dei partiti basati etnicamente e, all'occorrenza, religiosamente. (Il Partito Comunista si rinominò Partito dei Cambiamenti Democratici). La SDA vinse con un largo numero di voti il 33% dei seggi. Fikret Abdić vinse l'elezione per presidente della Bosnia con il 44% dei voti, Izetbegović, invece, ebbe il 37%. Secondo la Costituzione bosniaca, i primi due candidati di ognuna delle "tre nazioni costituenti" possono essere eletti a una presidenza a rotazione multi-etnica (due croati, due serbi, due bosniaci e un jugoslavo). Un croato prese il posto di primo ministro e un serbo la presidenza dell'assemblea. Abdić accettò di non candidarsi come candidato bosniaco alla Presidenza e Izetbegović diventò Presidente con l'appoggio della leadership serbo bosniaca.
La condivisione dei poteri bosniaca cadde molto rapidamente quando le tensioni etniche crebbero dopo l'inizio dei conflitti tra serbi e croati nella vicina Croazia. Izetbegović doveva mantenere la presidenza per solo un altro anno secondo la Costituzione, ma questa regola fu inizialmente sospesa per "motivi straordinari" e fu successivamente abbandonata durante la guerra. I partiti serbi e croati abbandonarono il governo (anche se alcune personalità serbe e croate continuarono a lavorare e combattere per esso).
Quando scoppiarono i combattimenti in Slovenia e Croazia nell'estate del 1991, apparve immediatamente evidente che la Bosnia sarebbe stata coinvolta nel conflitto. Izetbegović inizialmente propose una confederazione per preservare uno stato bosniaco unitario e una urgente soluzione pacifica. Lui, comunque, non sottoscrisse una "pace a tutti i costi" e disse nel febbraio 1991: "io potrei sacrificare la pace per la sovranità della Bosnia ed Erzegovina ... ma per la pace in Bosnia ed Erzegovina io non potrei sacrificare la sovranità." Dall'inizio del 1992 diventò evidente che le rivendicazioni dei nazionalisti rivali erano fondamentalmente incompatibili: i bosniaci e i croati sognavano una Bosnia indipendente, mentre i serbi cercavano di farla rimanere in una Jugoslavia dominata dalla Serbia. Izetbegović pubblicamente dichiarò che lui era stato costretto ad allearsi con una parte o con l'altra, comparando il dilemma con l'avere tra scegliere tra la leucemia o un tumore al cervello.
Inizialmente, tutte e tre le parti siglarono un accordo, Izetbegović per i bosniaci, Radovan Karadžić per i serbo-bosniaci e Mate Boban per i croato-bosniaci. Alcune settimane dopo, Izetbegović siglò l'accordo e dichiarò la sua opposizione a ogni tipo di divisione della Bosnia, incoraggiato dall'ambasciatore statunitense in Jugoslavia Warren Zimmermann. Lo scopo era una Bosnia unita sotto un governo centrale di Sarajevo.
Nel febbraio 1992, Izetbegović convocò un referendum nazionale sull'indipendenza della Bosnia. Ciò provocò le minacce dei membri serbi della presidenza che dissero che nel caso ci fosse stata l'indipendenza della Bosnia, le aree della Bosnia abitate da serbi si sarebbero secesse per rimanere con la Jugoslavia. Il referendum fu boicottato dai serbi, che lo considerarono incostituzionale, ma ebbe il 99.4% dei voti in favore, con un'affluenza del 67% (la maggior parte costituita da bosniaci e croati). Il parlamento bosniaco, già abbandonato dai serbo-bosniaci, dichiarò formalmente l'indipendenza dalla Jugoslavia il 29 febbraio e Izetbegović annunciò l'indipendenza della nazione il 3 marzo. Essa non ebbe effetto fino al 7 aprile 1992, quando la Comunità Europea e gli Stati Uniti riconobbero il nuovo Stato. Si ebbero sporadici combattimenti tra i serbi e le forze governative. La comunità internazionale avrebbe potuto mandare una forza per il mantenimento della pace in Bosnia per prevenire una guerra civile, ma ciò non avvenne. La guerra immediatamente scoppiò attraverso la nazione quando le forze serbo-bosniache e l'esercito jugoslavo presero il controllo di larghe aree della Bosnia contro l'opposizione delle forze di sicurezza governative malamente equipaggiate.
Per i successivi tre anni, Izetbegović visse in una Sarajevo assediata da forze serbo-bosniache. Denunciò il fallimento delle nazioni occidentali nell'evitare l'aggressione serba e rivolse istanze al mondo musulmano, col quale aveva stabilito relazioni durante il tempo della sua dissidenza. Il governo bosniaco riceveva soldi, armi e alcuni volontari dai paesi musulmani, tra i quali l'Iran, l'Arabia Saudita, il Kuwait e la Libia. Ciò fu particolarmente controverso, in quanto combattenti stranieri, che si definivano "mujahiddin," si stabilirono in Bosnia nel 1993. Loro velocemente attrassero una profonda critica in quanto la loro presenza era considerata un fondamentalismo islamico violento nel cuore dell'Europa. Comunque i fondamentalisti islamici diventarono impopolari per la maggior parte della popolazione bosniaca. Lo stesso Izetbegović guardava loro solo come un simbolo dell'appoggio del mondo musulmano alla Bosnia in quanto loro avevano fatto una piccola differenza militare. Il ministro della difesa di Izetbegović, Hasan Čengić, fu associato ai fondamentalisti e le sue dimissioni nel 1996 furono una condizione per l'appoggio statunitense in fondi ed equipaggiamento offerti all'esercito federale bosniaco.
Izetbegović promosse l'idea di una Bosnia multietnica, anche se gli avvenimenti sembravano indicarla come una strategia senza speranza. I croati bosniaci, disillusi dal governo di Sarajevo e appoggiati militarmente e finanziariamente dal governo croato, cercarono di stabilire il loro stato su base etnica chiamato "Erzeg-Bosnia" nelle aree dello Stato popolate da croati. I croati bosniaci uscirono fuori dal governo di Sarajevo e scesero nel conflitto nel 1993. In molte aree furono siglati armistizi tra serbi e croati (Kreševo, Vareš, Jajce) e le due aree tra bosniaci e serbi (Cazin e Mostar per un breve periodo), mentre in altre aree i bosniaci e i croati continuarono a combattere contro i serbi (Maglaj). Nella confusione generale, il vecchio collega di Izetbegović Fikret Abdić stabilì uno "Stato autonomo della Bosnia Occidentale" in opposizione al governo di Sarajevo. In questo periodo, il governo di Izetbegović controllava solo il 25% dello stato e rappresentava principalmente la comunità bosniaca.
A metà del 1993, Izetbegović propose un piano di pace che divideva la Bosnia secondo confini etnici ma continuava ad essere governata da un governo unitario di Sarajevo e assegnava ai bosniaci una larga percentuale del territorio della Bosnia. La guerra tra i bosniaci e i croati fu fermata da una tregua con l'aiuto degli americani nel marzo 1994, a seguito del quale le due parti collaborarono a stretto contatto con i serbi. A questo punto la NATO inizia ad occuparsi in maniera crescente del conflitto attraverso i bombardamenti condotti contro i serbi bosniaci, in genere dopo violazioni del cessate il fuoco o della no-fly zone della Bosnia. Le forze croato-bosniache beneficiarono indirettamente dell'addestramento militare dato all'esercito croato dall'esercito americano. I croati fornirono considerevoli quantità di armi ai croati-bosniaci e anche, in minore quantità, all'esercito bosniaco, dopo l'embargo disposto dall'ONU. Molte armi dell'esercito bosniaco furono aerotrasportate dal mondo musulmano, in specifico dall'Iran, come è testimoniato da un'indagine condotta dal Congresso statunitense nel 1996.

### La fine della guerra
Nell'agosto del 1995, successivamente al massacro di Srebrenica, la NATO lanciò una campagna di bombardamento intensivo nella quale distrusse il comando e il sistema di controllo dei serbo-bosniaci (operazione Deliberate Force, 30 agosto - 20 settembre 1995). Ciò spinse le forze croate e bosniache a occupare tutte quelle aree controllate dai serbi, producendo una spartizione del territorio tra le due parti. L'offensiva arrivò non molto lontano dalla capitale dei serbo-bosniaci Banja Luka. Quando i bosniaci fermarono la loro avanzata, avevano catturato gli impianti energetici di Banja Luka e usarono ciò per pressare la leadership serbo bosniaca ad accettare un cessate il fuoco.
Le parti accettarono di incontrarsi a Dayton, Ohio per negoziare un trattato di pace sotto la supervisione degli Stati Uniti. I croati bosniaci e i serbo bosniaci furono lasciati fuori dai negoziati, in quanto i loro interessi erano rappresentati dal presidente della Croazia Tuđman e dal presidente serbo Milošević. Izetbegović rappresentava internazionalmente il governo bosniaco.

### Dopo la guerra
Dopo che la guerra bosniaca finì ufficialmente grazie al trattato di pace di Dayton nel novembre 1995, Izetbegović diventò il presidente della Bosnia ed Erzegovina. I poteri del suo partito diminuirono dopo che la comunità internazionale installò un Alto Rappresentante per dirigere gli affari di stato, con più potere del presidente e del parlamento di qualsiasi ente bosniaco croato o serbo. Egli si dimise nell'ottobre del 2000 all'età di 74 anni, per motivi di salute. Comunque Izetbegović rimase popolare presso il popolo bosniaco, che lo soprannominò "Djedo" o Nonno. La sua fama aiutò il suo partito a vincere le elezioni del 2002. Morì nell'ottobre del 2003 di un attacco di cuore complicato da ferite riportate in una caduta in casa.

## Vita personale e altre informazioni
Fu una figura controversa nella vecchia Jugoslavia e fu denunciato dai politici serbi e croati per incitamento al fondamentalismo islamico. Mladen Ivanić, presidente del governo della Republika Srpska e altri politici serbi hanno presentato delle petizioni al Tribunale penale internazionale per l'ex-Jugoslavia, per accusarlo di genocidio e violazioni della legge di guerra. Nessuna accusa gli fu contestata.